# Kambodzsa a 2016. évi nyári olimpiai játékokon
Kambodzsa a brazíliai Rio de Janeiróban megrendezett 2016. évi nyári olimpiai játékok egyik részt vevő nemzete volt. Az országot az olimpián 4 sportágban 6 sportoló képviselte, akik érmet nem szereztek.

## Atlétika
Férfi
| Versenyző        | Versenyszám | Döntő   | Döntő    |
| Versenyző        | Versenyszám | Idő     | Helyezés |
| ---------------- | ----------- | ------- | -------- |
| Kuniaki Takizaki | Maraton     | 2:45:55 | 139.     |

Női
| Versenyző | Versenyszám | Döntő   | Döntő    |
| Versenyző | Versenyszám | Idő     | Helyezés |
| --------- | ----------- | ------- | -------- |
| Nary Ly   | Maraton     | 3:20:20 | 133.     |

## Birkózás

### Női
Szabadfogású
| Versenyző     | Versenyszám | Selejtező         | Nyolcaddöntő                   | Negyeddöntő       | Elődöntő          | Vigaszág első kör | Vigaszág elődöntő | Bronz- mérkőzés   | Döntő             | Helyezés |
| Versenyző     | Versenyszám | Ellenfél Eredmény | Ellenfél Eredmény              | Ellenfél Eredmény | Ellenfél Eredmény | Ellenfél Eredmény | Ellenfél Eredmény | Ellenfél Eredmény | Ellenfél Eredmény | Helyezés |
| ------------- | ----------- | ----------------- | ------------------------------ | ----------------- | ----------------- | ----------------- | ----------------- | ----------------- | ----------------- | -------- |
| Chov Sotheara | 48 kg       | erőnyerő          | Carolina Castillo (COL) · 0–10 | kiesett           | kiesett           | kiesett           | kiesett           | kiesett           | kiesett           | 16.      |

## Taekwondo
Női
| Versenyző    | Versenyszám | Nyolcaddöntő               | Negyeddöntő       | Elődöntő          | Vigaszág elődöntő | Bronz- mérkőzés   | Döntő             | Helyezés |
| Versenyző    | Versenyszám | Ellenfél Eredmény          | Ellenfél Eredmény | Ellenfél Eredmény | Ellenfél Eredmény | Ellenfél Eredmény | Ellenfél Eredmény | Helyezés |
| ------------ | ----------- | -------------------------- | ----------------- | ----------------- | ----------------- | ----------------- | ----------------- | -------- |
| Sorn Seavmey | Nehézsúly   | Reshmie Oogink (NED) · 1-7 | kiesett           | kiesett           |                   |                   |                   | 11.      |

## Úszás
Férfi
| Versenyző   | Versenyszám | Előfutam | Előfutam | Előfutam | Elődöntő | Elődöntő | Elődöntő | Döntő   | Döntő    |
| Versenyző   | Versenyszám | Idő      | Hely.    | Össz.    | Idő      | Hely.    | Össz.    | Idő     | Helyezés |
| ----------- | ----------- | -------- | -------- | -------- | -------- | -------- | -------- | ------- | -------- |
| Sovijja Pou | 100 m gyors | 54,55    | 7.       | 57.      | kiesett  | kiesett  | kiesett  | kiesett | kiesett  |

Női
| Versenyző      | Versenyszám | Előfutam | Előfutam | Előfutam | Elődöntő | Elődöntő | Elődöntő | Döntő   | Döntő    |
| Versenyző      | Versenyszám | Idő      | Hely.    | Össz.    | Idő      | Hely.    | Össz.    | Idő     | Helyezés |
| -------------- | ----------- | -------- | -------- | -------- | -------- | -------- | -------- | ------- | -------- |
| Hemthon Vitiny | 50 m gyors  | 29,37    | 4.       | 66.      | kiesett  | kiesett  | kiesett  | kiesett | kiesett  |